# Ambalaroka
Ambalaroka is een plaats en gemeente in Madagaskar gelegen in het district Manakara van de regio Vatovavy-Fitovinany. Er woonden bij de volkstelling in 2001 ongeveer 22.000 mensen.
In de plaats is basisonderwijs beschikbaar. 99% van de bevolking is landbouwer. Het belangrijkste gewas is rijst, maar er wordt ook cassave en lychees verbouwd. 0,9% van de bevolking is werkzaam in de dienstensector en ten slotte voorziet 0,1% van de bevolking zich met visserij in levensonderhoud.